# 绍博尔

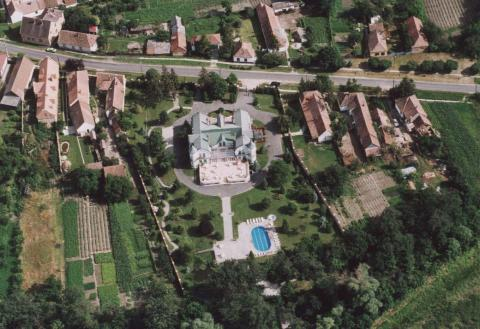

绍博尔，是匈牙利杰尔-莫雄-肖普朗州所辖的一个村。总面积16.72平方公里，总人口280，人口密度16.7人/平方公里（2011年1月1日）。